# Mario Riva (calciatore)
Mario Riva (Monza, 12 febbraio 1909 – ...) è stato un calciatore italiano, di ruolo centromediano.

## Carriera
Cresciuto nella Pro Victoria in Terza Divisione, tutta la lunga carriera di Mario è stata giocata da centromediano nel Monza dall'esordio in Prima Divisione del 28 ottobre 1928 nella partita Monza-Crema (1-0) quando i brianzoli indossavano ancora le casacche biancocelesti, fino alla soglia della seconda guerra mondiale in Serie C, giocò la sua ultima partita con il Monza il 12 maggio 1940, in tutto 229 partite e 26 reti realizzate.

## Allenatore
Nel dopoguerra allenò la squadra della Pro Victoria di Monza in Seconda Divisione lombarda.